# Tengermelléki határterület
A Tengermelléki határterület (oroszul: Приморский край, Primorszkij kraj vagy Приморье, Primorje, azaz „Tengermellék”) az orosz Távol-Kelet egyik közigazgatási egysége, az Oroszországi Föderáció tagja, székhelye Vlagyivosztok.
Oroszország délkeleti részén terül el, a Távol-keleti szövetségi körzet része. Északról a Habarovszki határterülettel, keletről és délről a Japán-tengerrel, nyugatról Kínával, délnyugatról a Koreai Népi Demokratikus Köztársasággal határos.
Területe 165 900 km², 2005-ben 2,035 millióan lakták, népsűrűsége 12 fő/km².
1938. október 20-án hozták létre, a Távol-keleti határterület felosztásával a Habarovszki és a Tengermelléki határterületre.

## Természetföldrajz
A Tengermellék az orosz Távol-Kelet legdélibb részén van, keleti részére a Szihote-Aliny hegység nyomja rá a bélyegét, míg nyugati részén az Usszuri folyó mentén síkságokat találunk. A síkvidék a Hanka-tó környékén a legkiterjedtebb.

### Partvidékek
A határterület partvidéke mintegy 1350 km hosszú. A keleti part a Povorotnij-fokig viszonylag tagolatlan, a Szihote-Aliny főcsapásával párhuzamosan húzódik. Ezen a partszakaszon csupán két jelentősebb öböl található, a Vlagyimir- és az Olga-öböl. A Povorotnij-foktól a koreai határig számos öböllel tagolt a partszakasz. Ezek a Nagy Péter-öböl melléköblei (Amerika-, Vosztok-, Sztrelok-, Usszuri-, Amuri-, Talmi-öböl). A két legfontosabb melléköblöt, az Amuri- és az Usszuri-öblöt a Muravjov-Amurszkij-félsziget választja el egymástól, melynek déli részén, a kis Zolotoj Rog-öböl (Aranyszarv) partján fekszik Vlagyivosztok. A Gatov-foktól nyugatra a széles Poszjeti-öböl húzódik. A Nagy Péter-öbölben számos kisebb sziget található, melyek közül a Russzkij-sziget (Russzkij osztrov) a legjelentősebb. A Sztrelok-öbölben találjuk a Putjatyin és Aszkold-szigeteket.
1947. február 12-én a Szihote-Alinszkij-meteorit néven ismert kis méretű, 23–28 tonnás meteorit csapódott a területre, amely mintegy 26 méter átmérőjű becsapódási krátert, a Szihote-Alinszkij-krátert hozta létre.

### Domborzat

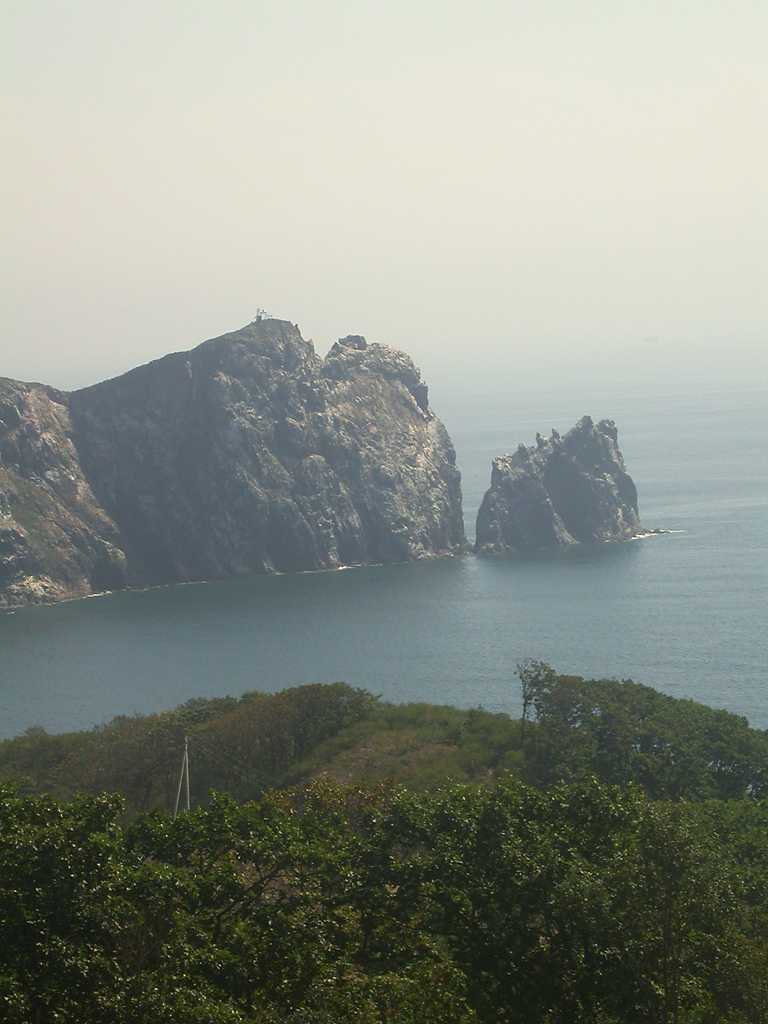
A Japán-tenger partvidéke Nahodkánál

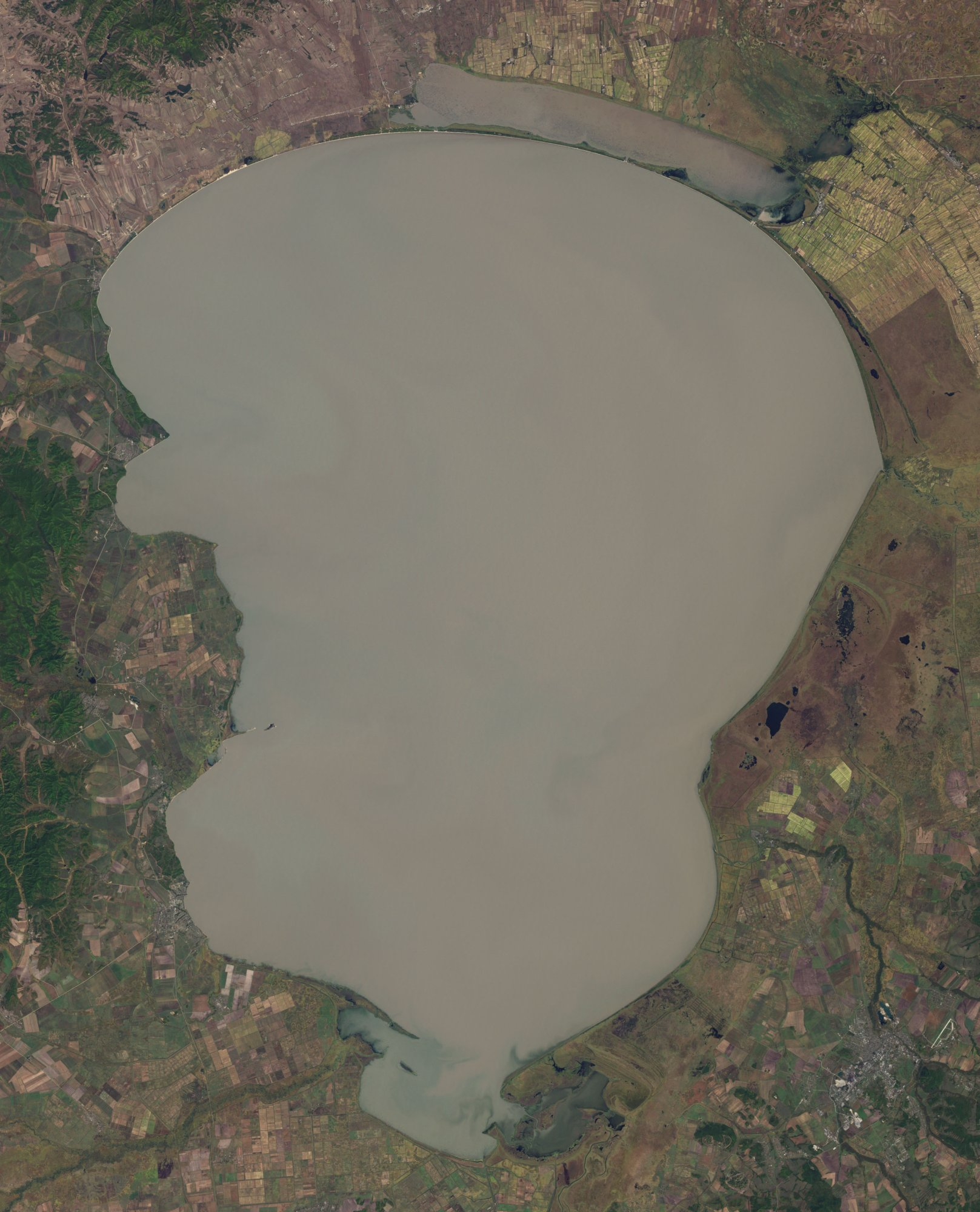
A Hanka-tó a Landsat felvételén

A terület legnagyobb részét az északkelet-délnyugati irányban húzódó Szihote-Aliny egymással párhuzamos déli láncai foglalják el. Közepes magassága 800–1000 m, legmagasabb pontja délen az Oblacsnaja (1855 m), északon pedig az Anik-hegység, ahol a Tengermellék legmagasabb pontját (1933 m) is találjuk. A hegység a geológiai középidőben és a harmadidőszakban gyűrődött fel. Déli részén kiterjedt lávaplatót (hrebet Przsevalszkogo/Tatiensan) találunk. Az Usszuri-medence folytatásaként a Razdolnaja-folyó (Szujfun) szerkezeti árka választja el az orosz-kínai határon húzódó hegységektől, melyek a Szihote-Alinyhoz hasonló gyűrt középhegységek. Ez a hegységsorozat három részből áll, legészakabbi a Pogranyicsnij-hg. (legmagasabb pontja a Kedrovaja, 964 m), középen a Dapunlin-hg. lávaplatója (Versina-Szanduha, 742 m) terül el, délen pedig a Fekete-hegyek (Csornije Gori), legmagasabb pontjuk a 942 m magas Luna-hegy) magasodnak a Poszjeti-öböl fölé.

### Ásványkincsek
Ásványkincsekben rendkívül gazdag a terület, két nagyobb és egy kisebb szénmedence (Partyizanszki- (Szucsani-) és Artyomi-, valamint Felső-Razdolnajai-medencék) és mintegy 100 szénlelőhely található területén. A készleteket 2,4 milliárd tonnára becsülik. Különösen jelentős a színesfémkészlet: Kavalerovo környékén jelentős ónkészletek; Dalnyegorszknál pedig ólom- és cinkérc található. Leszozavodszknál és az Olga-öböl vidékén vasércet is találtak. Arany- és ezüstércet is számos helyen találhatunk, legjelentősebb ezek közül a Bolsaja Usszurka völgye. Itt találhatóak Oroszország legnagyobb volfrám- és bórkészletei. Számos ásványvízforrás tör fel a hegyvidéken, főként Smakovka (Kirovszkiji járás) vidékén, valamint a Csugujevkai, Olgai, Jakovlevkai járásokban .
- Fémes ásványkincsek térképe (oroszul)
- Nemfémes ásványkincsek térképe (oroszul)
- Ásványvízforrások térképe (oroszul)
- Építőipari alapanyagok térképe (oroszul)
- Szénlelőhelyek térképe (oroszul)

### Éghajlat
Bár a terület a Krím-félsziget földrajzi szélességéig nyúlik le, éghajlata mégis az elvárhatónál jóval zordabb. Szibériától eltérően a keleti monszun befolyása alatt áll, ez azonban csak a nedves, ködös nyárban mutatkozik meg. Telente a sarki légtömegek uralkodnak, melyek zord, száraz időjárást okoznak. A tavasz a legszárazabb évszak, áprilistól jelennek meg a nedves légtömegek, melyek nyáron felerősödnek, ekkor hullik le az éves csapadék mintegy 2/3-a. A Japán-tenger partvidéke a legcsapadékosabb (1000 mm/év) körül, a Szihote-Alinytól nyugatra jóval kisebb ez az érték (600–700 mm). A júliusi középhőmérséklet 20 °C körül mozog, de előfordulnak (szubtrópusi légtömegek betörésekor) 35–40 °C-os hőmérsékleti értékek is. Nyár végén és ősszel gyakoriak a tájfunok. Bár októberben megkezdődnek a fagyok, az igazi tél december közepén kezdődik és márciusig tart. Az ekkor uralkodó szibériai légtömegek nagy hideget (–35-től –40 °C-ig) és viszonylag száraz időjárást hoznak (viszonylag vékony hótakaróval), gyakoriak a hóviharok. A januári átlaghőmérséklet az Usszuri-medencében –21 °C, Vlagyivosztokban a tenger mérséklő hatására –13 °C. A vegetációs periódus hossza 120 nap (északi területek) és 200 nap (Haszan-tó vidéke az észak-koreai határnál) között változik.

### Vízrajz
A Japán-tenger a Tengermelléken az Oyo-shio hidegáramlat befolyása alatt áll, amely északról halad dél felé párhuzamosan a partokkal. Ennek következménye a gyakori köd a tengerpartokon, valamint a hosszú jégborítottság. A tenger decembertől márciusig befagy, az északi partszakaszokon gyakran csak áprilisban enged fel a jégpáncél.
A terület folyóvizeinek jelentős része az Amur vízgyűjtőjéhez tartozik, annak jobb oldali mellékfolyójába, az Usszuriba ömlik. Az Usszuri az Arszenyevka (Daubihe v.Taupiho) és az Ulahe egyesüléséből születik, majd észak felé haladva az orosz-kínai határt alkotja. Legjelentősebb mellékfolyói (Iman v. Bolsaja Usszurka, Bikin) a Szihote-Aliny vizeit gyűjtik össze.
A Szihote-Aliny keleti oldaláról számos rövid, bővizű, nagy esésű, zuhatagokban gazdag folyó halad a Japán-tenger felé. Ezek közül a legjelentősebbek: Szamarga, Kema, Tyetyuhe, Avvakumovka, Kijevka (Szudajhe). A Nagy-Péter-öbölbe ömlik a Partyizanszkaja (Szucsan) és a Razdolnaja (Szujfun), melyeknek viszonylag szélesebb medencéi vannak. A Razdolnaja utolsó szakaszában egy tektonikai árokban halad, amely összeköttetést teremt az Usszuri medencéjével.
A legjelentősebb, 3/4 részben a területhez tartozó állóvíz a sekély Hanka-tó, melybe 3 folyó ömlik és a Szungacsa vezeti le vizét az Usszuri felé. A koreai határ mentén találjuk a kis Haszan-tavat, amely egy egykori, turzással elrekesztett tengeröböl.

### Növény- és állatvilág

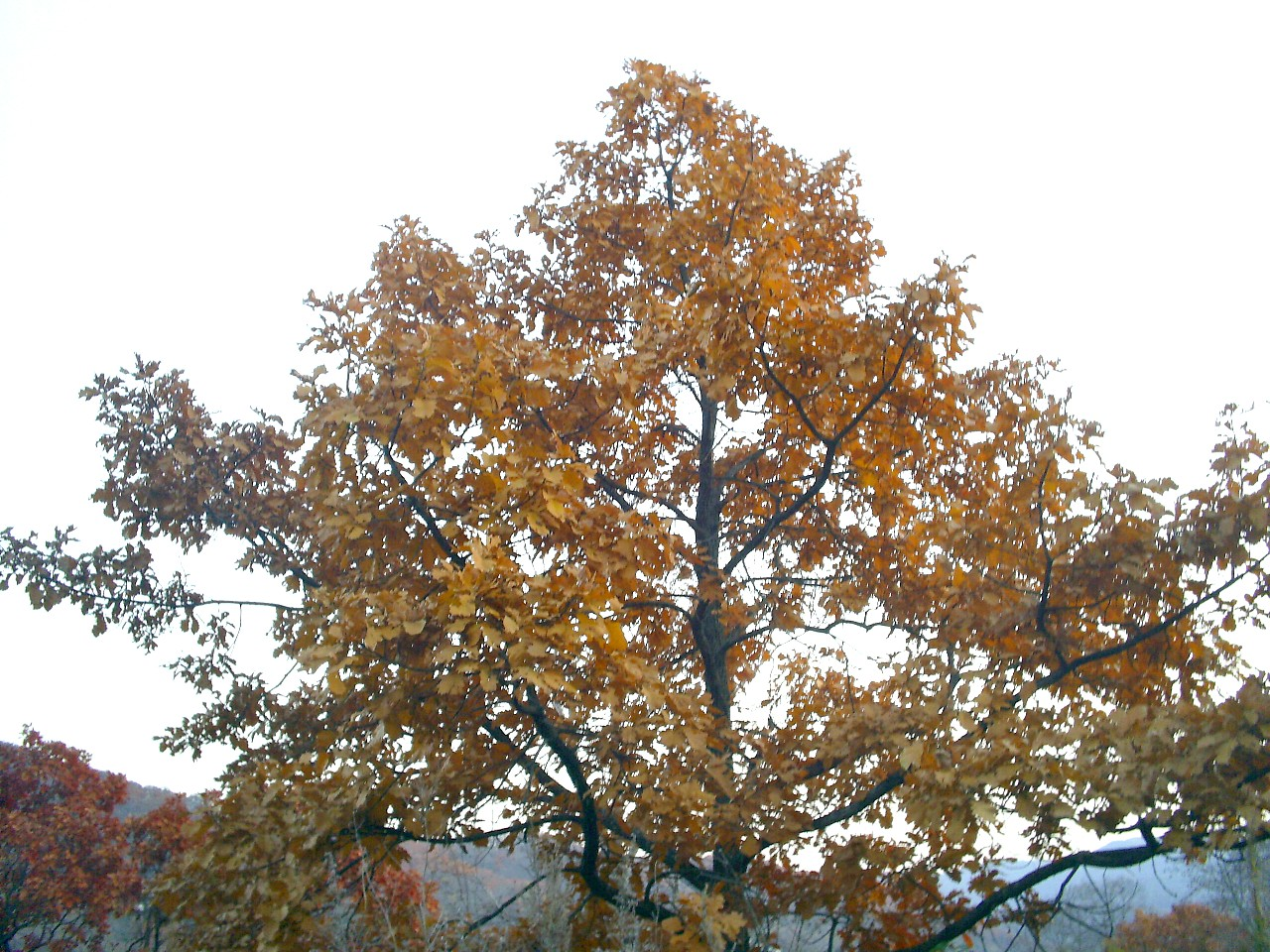
Tölgyfa a Szihote-Aliny hegységben

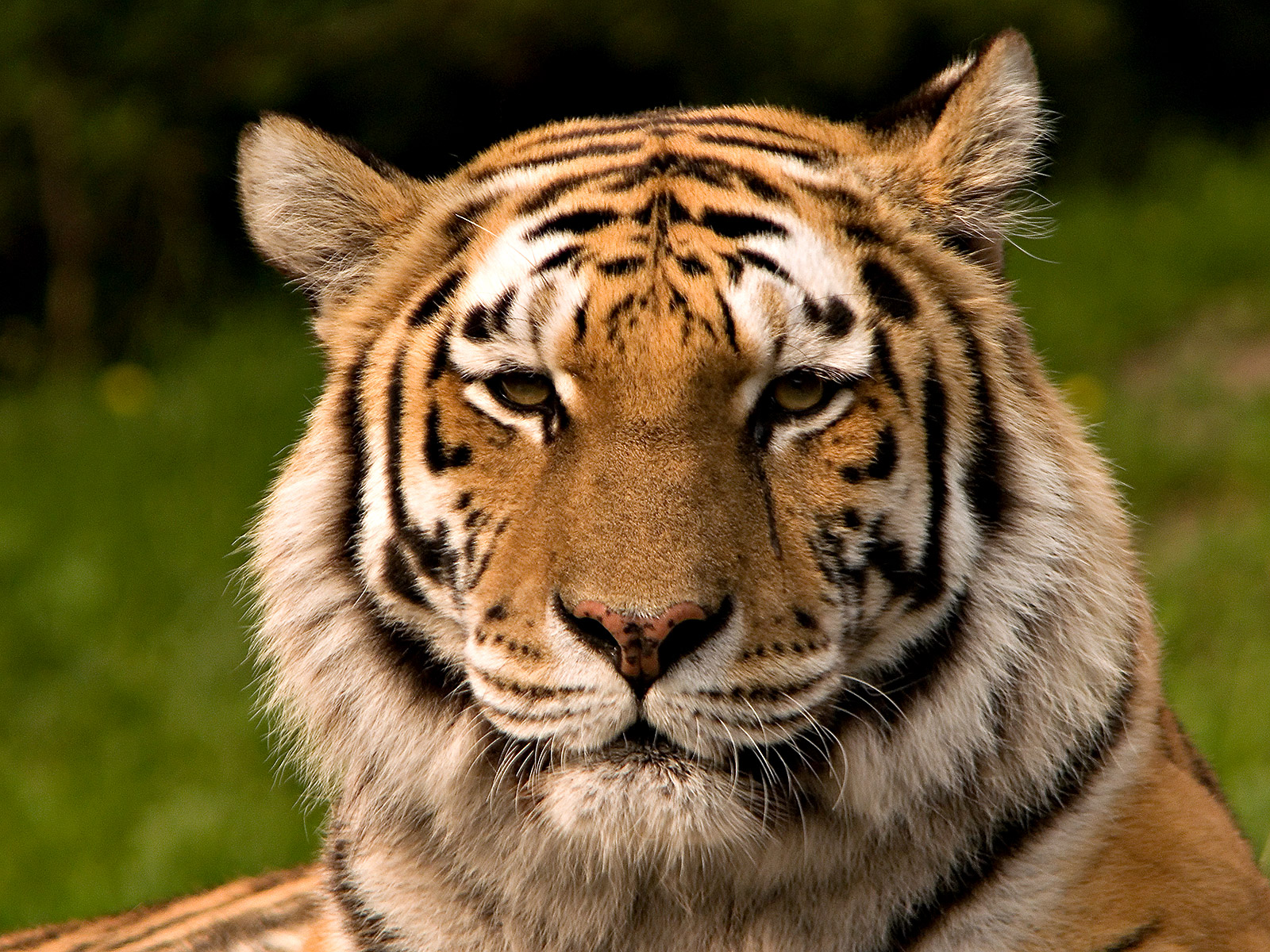
Az orosz Távol-Kelet jelképe a kihalással fenyegetett szibériai tigris

Területének nagy részét (az 1950-es években 65%-át) erdő borítja. Növényzetében a kelet-szibériai és a mandzsúriai elemek keverednek. A kelet-szibériai típusú tajga fő alkotóeleme a dauriai vörösfenyő, amely elsősorban a terület északi részén és a Szihote-Aliny magasabb részein fordul elő. Az északi részek jellemző fái az ajáni lucfenyő és a fehérkérgű jegenyefenyő. A legmagasabb térszíneket hegyi tundra borítja. A mandzsúriai elemeket lombos fafajok képviselik (tölgy, gyertyán, juhar, mandzsúriai cédrus), az erdőkben gazdag az aljnövényzet, sok a lián és az epifita növény. Az erdőkben számos harmadidőszaki reliktum-faj fennmaradt (tiszafa, mandzsúriai dió, ginszeng v. zseny-seny stb.). A zártabb, szárazabb medencékben (főként a Hanka-tó környékén) kiterjedt sztyeppeket találunk, melyek Nyugat-Szibéria sztyeppjeihez hasonlítanak (tölgy-, nyár- és nyírligetekkel tarkított, embermagasságú fűvel és csipkerózsa-bokrokkal jellemezhető sztyeppek). A Hanka-tó partvidékén kiterjedt nádasokat találunk. Az eldugott vizes élőhelyeken máshol ritka fajok is fennmaradtak (lótusz, csilim). A terület gazdag növényvilágát a vlagyivosztoki botanikus kert mutatja be.
Állatvilága rendkívül változatos, a hideg észak és a meleg dél képviselői itt egymás mellett élnek. Jellemző növényevők a jávorszarvas, a vaddisznó, az őz, és a tengerpartok közelében a maralszarvas. A ragadozók közt a szibériai (rozsomák, coboly, nyérc) és a mandzsúriai (leopárd, hiúz, nyest, usszuri feketemedve, mandzsúriai barna medve) fajok is megtalálhatók. A Tengermellék és az usszuri tajga emblematikus alakja, a szigorúan védett amuri v. usszuri tigris. A madárvilág is igen gazdag, az erdők és rétek állandó lakói a fácánok, császármadarak, siket- és nyírfajdok, harkályok, cinkék, kékszarkák. Télen költöznek ide a kerce- és kövirécék valamint a különféle szalonkák. Nyáron viszont néha a fekete gólyák, túzokok, darvak mellett dél-kínai, indokínai trópusi fajok is felbukkannak.
A Tengermelléken 6 természetvédelmi terület (zapovednyik) található:
- Szihote-Aliny TT (a világörökség része)
- Lazói TT
- Usszurijszki TT
- Hankai TT
- Kedrovaja Pagy TT
- Tengeri (Morszkoj) TT

## Történelem

### Az orosz hódítás előtt

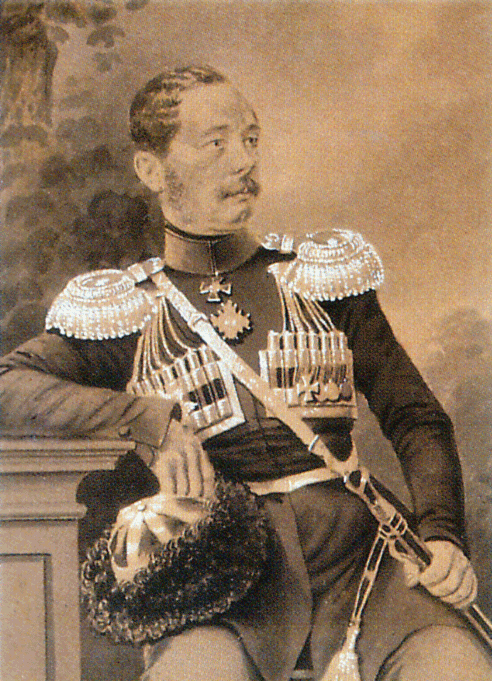
Nyikolaj Muravjov-Amurszkij, az orosz Távol-Kelet meghódítója

A mai Tengermellék első lakói a paleolitikumban (50-60 ezer évvel ezelőtt) telepedtek le itt. Az első tunguz népcsoportok leszármazottai a mai is itt élő nanáj, udege és orocs népek.
698 és 986 között a terület a Korea északi részét és Mandzsúria keleti részét is uraló Balhae (más néven Parhe vagy Bohai) királyság része volt, mely a Kogurjó (Goguryeo) állam bukása után alakult ki. Balhae feudális állam volt, mely kapcsolatban állt a korabeli Kínával és Japánnal is.
1115 és 1234 között a terület déli része a tunguz eredetű dzsurcsen nép államának része volt. A lovas nomád nép állama a mai Mandzsúriára is kiterjedt, a gazdasági alapját adó állattenyésztés mellett a fémművelés és a hajóépítés is jelen volt. A dzsurcsen állam a Dzsingisz kán vezette Mongol Birodalom támadáskor omlott össze. A mongolok elpusztították a dzsurcsenek városait, megsemmisítették flottájukat, a lakosság nagy részét megölték. A túlélők a lakatlan vidékekre menekültek (a Bajkál-tótól az Ohotszki-öbölig terjedő területre) és a fejlett kereskedelmet felváltotta a gyűjtögető-vadászó életmód. A vidék évszázadokra kiesett a gazdasági és társadalmi fejlődésből. A sztyeppéken élő mongolok nem telepedtek le az általuk elpusztított vidéken.
A 17. században jelentek meg az első orosz felfedezők, akik főként prémkereskedők voltak. Az Orosz Birodalom és Kína közötti határvita az 1689. augusztus 27-én aláírt nyercsinszki szerződéssel ért véget, mely a Sztanovoj-hegylánctól délre eső területeket (így a Tengermelléket is) a Csing-dinasztia fennhatósága alá rendelte.
A 19. század során az Orosz Birodalom expanziója erre a területre is kiterjedt. 1858-ban Nyikolaj Muravjov-Amurszkij megalapította Habarovszkot és Blagovescsenszket, melyek az orosz terjeszkedés hídfői lettek. A gyengülő Csing-dinasztia kénytelen volt (a nagyrészt még ekkor is lakatlan) területeket átengedni Oroszországnak. A Tengermellék két szerződéssel került orosz fennhatóság alá, ezek az ajguni (1858) és a pekingi (1860) szerződések, melyekkel Kína lemondott az Amur és az Usszuri folyón túli területeiről és kialakult a mai orosz-kínai államhatár.

### A cári birodalomban (1858-1917)

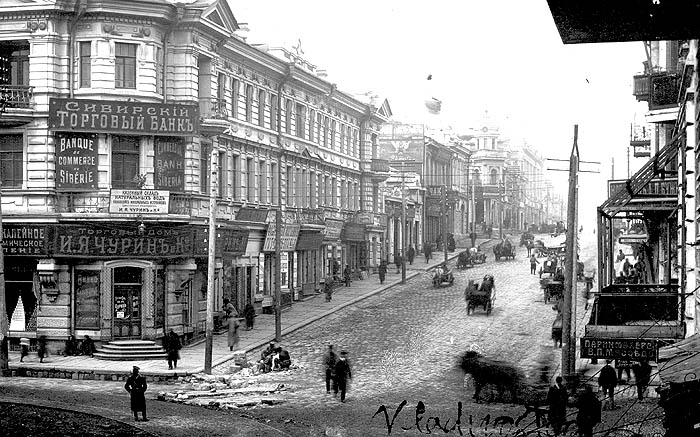
Vlagyivosztok az 1910-es években

1860 után megindult a népesség bevándorlása Oroszországból, ekkor jött létre a legtöbb város a területen (1858-1882 között 95 település létesült). Vlagyivosztokot 1860-ban alapította Muravjov-Amurszkij, két évvel később szabadkikötővé nyilvánították, majd 1871-től a hadiflotta kikötője lett. Kezdetben a halászat, vadászat (főként prémes állatokra) volt a fő gazdasági ágazat, a 19. század végére a szénbányászat és a fakitermelés is fellendült. A beáramló orosz, kínai és koreai lakosság teljesen kiszorította az őslakosságot (tazok, nanájok, udegék). A gazdaság igazi fellendülését a Transzszibériai vasútvonal (1903) megépülése hozta, amely közvetlen összeköttetést teremtett Moszkvával. A 20. század elejére a Tengermellék távoli területeit is feltérképezték (ebben a feltáró munkában fontos szerepet játszott Vlagyimir Arszenyjev neves orosz geográfus).

### A szovjet időszaktól napjainkig (1917 után)

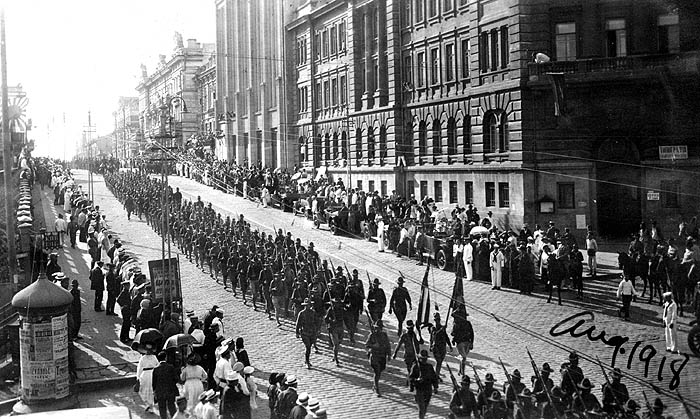
Az antant intervenciósainak parádéja Vlagyivosztokban 1918 augusztusában

Az 1917-es októberi orosz forradalom után, 1917. december 1-jén itt is megalakult a szovjethatalom, de hamarosan a külföldi intervenció egyik célpontjává vált, 1918 áprilisában antanthaderő (amerikai, japán és brit) szállta meg. 1920. április 6-án megalakult a Távol-keleti Köztársaság. Ez a kommunista vezetésű állam a Bajkál-tótól keletre fekvő területeket foglalta magában, székhelye Verhnyeugyinszkban, majd Csitában volt. Ütközőállamként szolgált Szovjet-Oroszország és az intervenciós erőket támogató Japán Birodalom között. 1920 nyarán a Grigorij Szemjonov atamánnal kötött egyezség révén az Amur-mente, majd decemberben a japánok kivonulásával Vlagyivosztok környéke és a tengerparti terület is csatlakozott a Távol-keleti Köztársasághoz.
1921. május 23-án Vlagyivosztokban ellenforradalmi puccs zajlott le a Merkulov testvérek vezetésével. A fehérek segítségére sietett a japán hadsereg. A japánok célja a bolsevikok által ellenőrzött terület körüli „egészségügyi kordon” (cordon sanitaire) kialakítása volt. Május 27-én megalakult az Amur-mente ideiglenes kormánya Szpiridon Merkulovval az élén. Így a Tengermellék lett az oroszországi polgárháborúban az utolsó olyan nagyobb terület, melyet a fehérek ellenőriztek. Vlagyivosztokba tömegesen menekültek az ország többi részéről a bolsevikokkal szemben álló személyek, köztük a későbbi orosz emigráns értelmiség nagy része (1916–1922 között a város lakossága 96 ezerről 410 ezerre nőtt). A Merkulov testvéreket 1922 júniusában Kolcsak egyik tábornoka, Mihail Gyityerihsz elmozdította a hatalomból, augusztus 8-án az ellenőrzése alatti területen névlegesen helyreállította a Romanov-ház uralmát Nyikolaj nagyherceg vezetésével. 1922 őszén a helyi partizánok támogatásával a Vörös Hadsereg támadást indított a terület ellen és 1922. október 25-én elfoglalta Vlagyivosztokot. Ez egyben az orosz polgárháború végét is jelentette.
1922. november 15-én a Távol-keleti Köztársaság csatlakozott Szovjet-Oroszországhoz. 1926-ban megalakult a Távol-keleti határterület, melyből 1938-ban hozták létre a Tengermelléki határterületet.

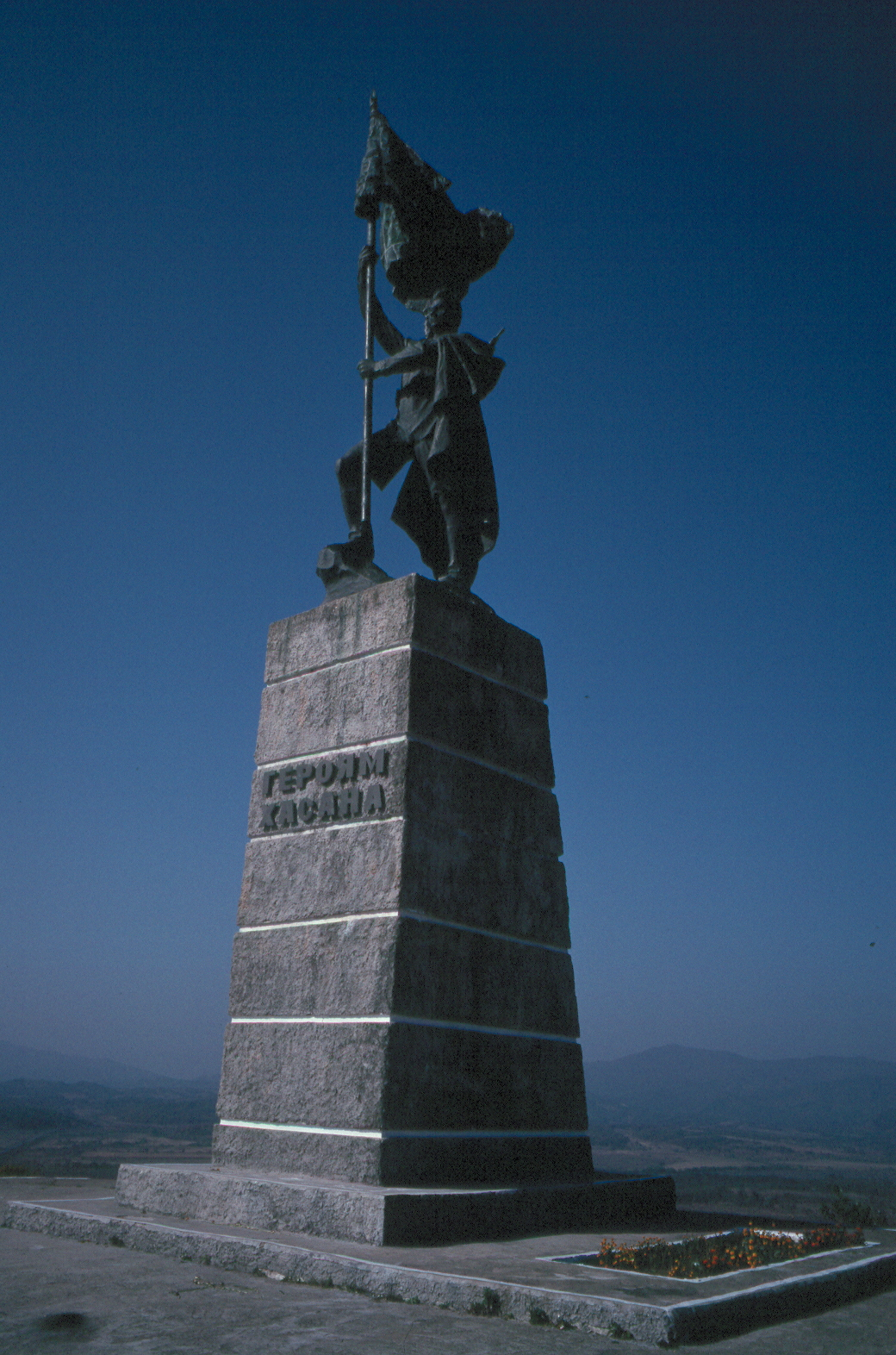
A Haszan-tavi harcok emlékműve

1938 nyarán a szomszédos Mandzsúriát és Koreát elfoglaló japánok támadásokat indítottak a Szovjetunió ellen. Az egyik legjelentősebb ezek közül a Haszan-tavi csata volt a koreai határnál (1938. július 29-e és augusztus 11-e között), melynek során a szovjet határőrség visszaverte a támadókat. A japánok okulva a tapasztalatokból, a második világháború alatt nem támadták meg a Szovjetuniót. A második világháború évei alatt megnőtt a terület stratégiai jelentősége, a vlagyivosztoki kikötő fontos szerepet töltött be a hadiszállításokban (ide érkeztek az USA-ból a szövetséges szállítmányok.
1954-ben Nyikita Hruscsov ellátogatott a Tengermellékre. A szovjet pártvezető Vlagyivosztokot San Franciscóhoz hasonlította és a határterület gazdasági fejlesztését szorgalmazta. A fejlődést elősegítette, hogy Vlagyivosztok a Csendes-óceáni flotta fő bázisává vált az 1950-es években. Ekkor épült ki polgári kikötőként Nahodka.
1969-ben súlyos szovjet–kínai határincidensek színhelye volt az Usszuri vidéke, a legjelentősebb ezek közül a Damanszkij-szigeten történt. A határvitát véglegesen csak 2004-ben rendezték. Részben az orosz-kínai ellenségeskedés volt az oka annak, hogy a kínai eredetű földrajzi neveket (így a kisebb folyók többségét, de néhány várost is) az 1970-es évek során orosz nevekre cserélték (így lett a Daubihe/Taupiho folyóból Arszenyevka, Tyetyuhe városából Dalnyegorszk, Szucsanból pedig Partyizanszk).
A szovjet időszakban hatalmas gazdasági fellendülés következett be, új városok alakultak, a szén- és színesfémbányászat, a fakitermelés és a tengeri halászat jelentős fejlődésen ment keresztül. Vlagyivosztok a Szovjetunió egyik legfontosabb hadikikötője lett 1958 után, ezért 1992-ig zárt városnak számított, külföldiek a rendszerváltásig nem juthattak el ide.
1991 után a határterület a határok részleges megnyitásával a szomszédos ázsiai gazdasági nagyhatalmakkal (Kína, Japán, Dél-Korea) való gazdasági együttműködés fő színhelye lett. Megindult a kínai lakosság beáramlása is, az orosz kormány napjainkban ennek megfékezését szorgalmazza.

## Gazdaság

### Mezőgazdaság

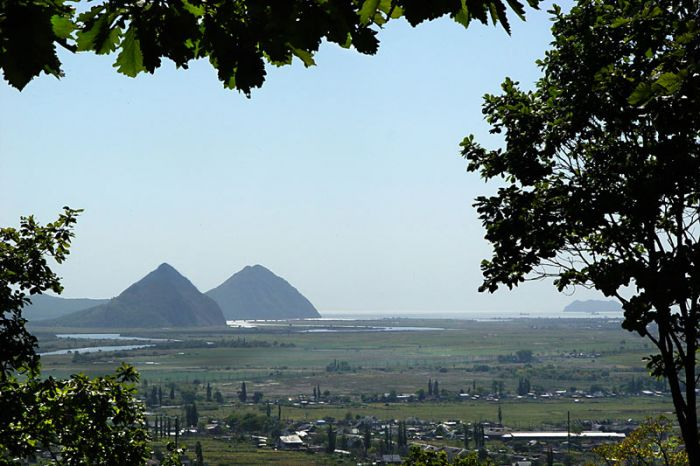
A Brat (Fivér) és a Szesztra (Nővér) hegyek Nahodka közelében

A Tengermellék klímája és domborzata a mezőgazdasági termelést viszonylag kis területre, a nyugati-délnyugati vidékekre korlátozza. Összesen 14 ezer km²-en folyt mezőgazdasági termelés az 1970-es években. A gazdaságok túlnyomó része állami kézben volt (1973-ban 182 szovhoz és 37 kolhoz működött). A meleg, csapadékos nyár főként a későn érő, hőkedvelő növényeknek kedvez, ilyenek a szója, kukorica és a rizs. Szóját egész Oroszországban csak itt termelnek (az Usszuri-medencében), rizst pedig főként a Hanka-tó vidékén. A szóját elsősorban az élelmiszeripar, kisebb mértékben a szappangyártás és a növényolajipar használja fel. A gabonafélék közül a tavaszi búza és a zab a legjelentősebb. Meg kell említeni burgonyatermelését és a méztermelést is. Az állattenyésztés szinte valamennyi ága megtalálható a Tengermelléken, de a határterület így is húsbehozatalra szorul. Legnagyobb súlya a szarvasmarhatenyésztésnek van. A terület mintegy 3/4-én csak erdőgazdálkodás folytatható.

### Bányászat
A szénbányászat teszi ki a határterület bányászati termelésének 47%-át. Főként barnaszenet (Bikinszkoje, Pavlovszkoje, Skotovo és Artyom környéke) bányásznak, kisebb mértékben feketeszenet (Razdolnoje, Partyizanszk). Tamga környékén grafitbányászat is folyik.
A polimetallikus színesfémek bányászata országos jelentőségű, a Tengermellék adja az orosz cinktermelés 73%-át, az ólomtermelés 18%-át. Az ólom- és cinkbányászat a Kavalerovói és Pozsarszkij járásokban valamint Dalnyegorszk környékén a legjelentősebb. Az orosz termelés 64%-át kitevő volfrámbányászat a Pozsarszkij és Krasznoarmejszkij járásban folyik az 1970-es évek óta (Vosztok). Az ónbányászat központja Hrusztalnij. A polimetallikus ércekből nyernek rezet, aranyat, ezüstöt és bizmutot is.
Dalnyegorszk vidékén külszíni fejtéssel termelik ki Oroszország legnagyobb bórkészleteit (az országos termelés csaknem 100%-a). A készletek mintegy 50 évre elegendőek. A Horoli járásban (Pogranyicsnij és Voznyeszenszkij) folyó fluoritkitermelés az országos termelés 92%-át teszi ki.
A Szihote-Aliny folyóinak hordalékából jelentős mennyiségű aranyat nyernek ki. A legjelentősebb aranybányászati központ a Bolsaja Usszurka (Iman) felső folyásánál fekvő Blagodatnij, valamint a déli Rudnyevo (Tinkan).
A mészkő- és márgakitermelés legjelentősebb központja a Szpasszki járás. Az Usszuri-medencében számos helyen folyik agyag- és homokkitermelés.
1999-2000 óta folynak kutatások kőolaj és földgáz után. A Tengermellék távol fekszik Oroszország nagy szénhidrogénlelőhelyeitől, magasak a szállítási költségek, ezért vált fontos céllá a helyi energiaforrások feltárása.

### Ipar

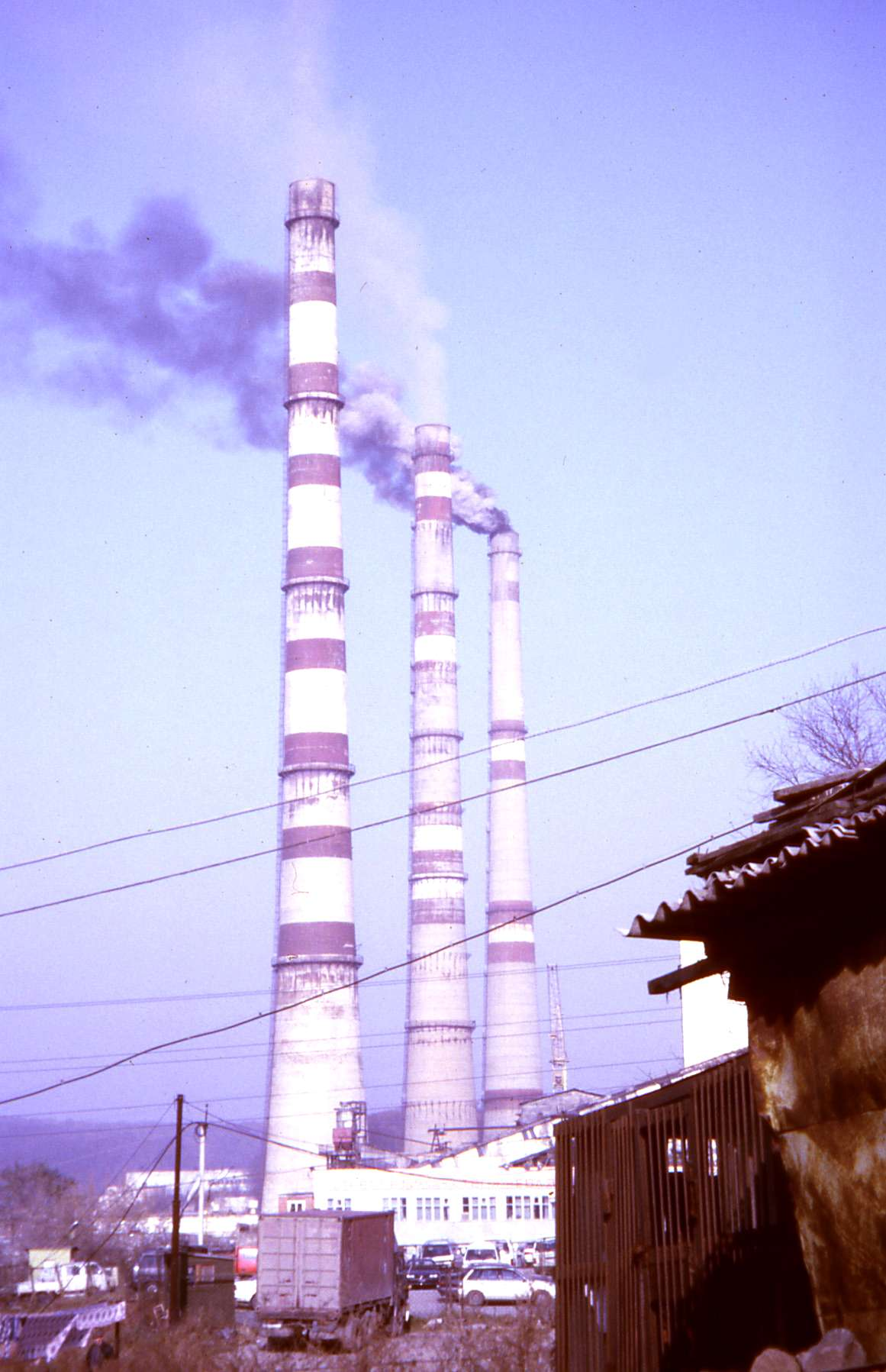
Széntüzelésű hőerőmű Vlagyivosztokban

A Tengermellék gazdasága elsősorban ipari jellegű. A legnagyobb jelentősége a halászatnak és halfeldolgozó iparnak, valamint a színesfémkohászatnak van. A fejlett technológiát felhasználó gépgyártás szerepe is jelentős.
A Japán-tengeren folytatott halászat kiterjedt halfeldolgozó ipar alapját képezi. A Dalriba tröszt központja Vlagyivosztok, a legnagyobb konzervgyárak itt és Nahodkában találhatók. A tengerparti települések egész sorában (Adimi, Szvetlaja, Kzsucin, Tyernyej, Plasztun, Olga, Poszjet) van jelen a halfeldolgozó ipar. A halakon kívül egyéb tengeri állatokat (például tintahal) is feldolgoznak. A orosz bálnavadászat leállításáig Vlagyivosztok volt a legfontosabb bálnafeldolgozási központ. Az édesvízi halak feldolgozásának központja Dalnyerecsenszk.
A színesfémkohászat Dalnyegorszk környékén összpontosul, a helyi polimetallikus érceket dolgozza fel. Dalnyegorszkban ólomkohó, Rudnaja Prisztanyban és Hrusztalnijban dúsító üzemel. A Voznyeszenszkijben kitermelt fluoritot Jaroszlavszkijban dúsítják.
A terület villamosenergia-rendszere a távol-keleti energiarendszer része. Annak legnagyobb hőerőműve, a Tengermelléki Hőerőmű az 1970-es években épült fel Lucsegorszkban és a bikini barnaszénkészletet hasznosítja. Három kisebb széntüzelésű erőmű szolgáltat még energiát (Vlagyivosztok, Artyom, Partyizanszk).
A fafeldolgozó ipar főként az Usszuri-medence városaiba települt. Dalnyerecsenszkben és Leszozavodszkban találjuk a legnagyobb fűrésztelepeket. Bútorgyártás Vlagyivosztokban, Usszurijszkban és Artyomban folyik.
A gépipar legjelentősebb ága a hajógyártás. Vlagyivosztokban kereskedelmi-, halász- és hadihajókat egyaránt gyártanak, Nahodkában szintén folyik hajógyártás. Usszurijszkban mozdony- és vagonjavítás valamint faipari gépgyártás, Vlagyivosztokban bányagépgyártás folyik. Arszenyjev helikoptergyártása is kiemelkedő jelentőségű.
Az építőanyag ipar fő üzeme Szpasszk-Dalnyij cementgyára, mely a helyi mészkövet dolgozza fel. A szocializmus alatt csaknem valamennyi nagyobb városban létesítettek épületelemgyárat.
Gyógyszergyártás Vlagyivosztokban és Usszurijszkban folyik.

### Közlekedés

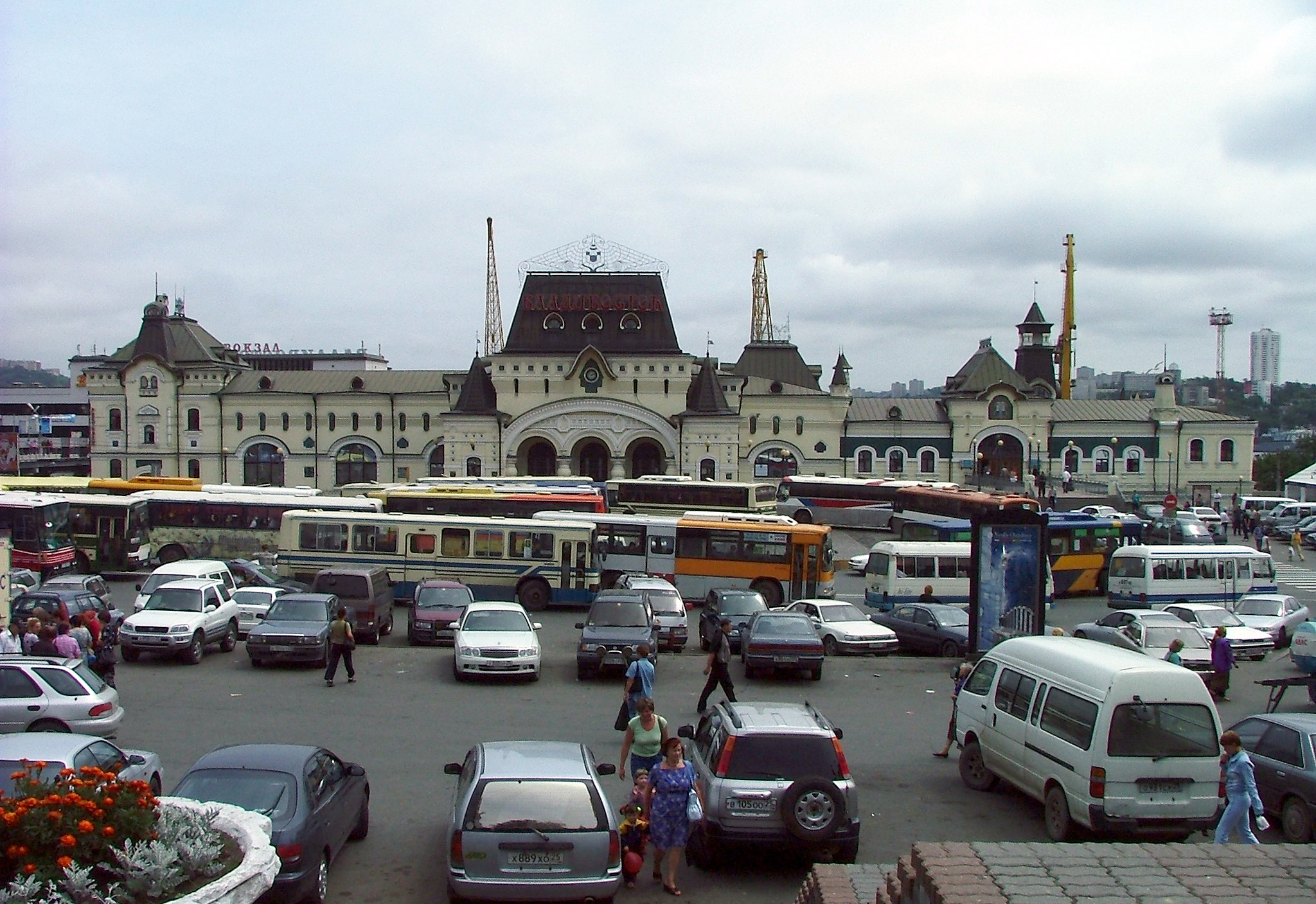
A vlagyivosztoki vasútállomás

A Tengermellék közlekedési hálózatának gerincét a Transzszibériai vasútvonal és a vele párhuzamosan futó autóút alkotja. Összesen 1648 km vasútvonalainak hossza (ebből 345 km villamosított), két vasúti határátkelőhelye is van (Pogranyicsnij-Szujfenhe Kína és Poszjet a KNDK felé). Jelentős a vasút szerepe a teherszállításban (a 2000-es évek elején évi mintegy 20 millió tonna árut szállítottak). Az országutak elsősorban a nyugati és déli területeken összpontosulnak, napjainkban folyik széles körű felújításuk és kibővítésük. Az útsűrűség az orosz átlag felett van (42,7 km burkolt út jut 1000 km²-re). Az közúti határátkelőket (Markovszkij, Turij Rog, Pogranyicsnij) Kína felé csak 1991 után nyitották meg. A burkolt utak hossza 7085 km, a teljes úthálózat mintegy 12,6 ezer km-t tesz ki. A legnagyobb kikötők Vlagyivosztok, Nahodka (a legfontosabb személykikötő), Rudnaja Prisztany. Vlagyivosztokban és Habarovszkban van repülőtér. Csugujevkában katonai reptér van. A Russzkij-szigetet Vlagyivosztokkal összekötő Russzkij híd 1104 méteres hosszúságával a világ leghosszabb ferdekábeles hídja.

## Népesség

### Nemzetiségi megoszlás
A terület őslakói különféle (ma már igen kis létszámú) szibériai népek voltak (nanájok, udegék, orocsok). Őket már a 18-19. században egyre inkább háttérbe szorították a tömegesen betelepülő kínaiak és kisebb mértékben a koreaiak. A vidék Oroszországhoz kerülése után megindult az orosz, ukrán, belorusz népesség tömeges bevándorlása. Kezdetben főként kozákok érkeztek Dél-Oroszországból, majd fokozatosan megindult a paraszti kolonizáció is (elsősorban Közép- és Észak-Oroszország kormányzóságaiból érkeztek). Az első betelepülők között voltak a vallásuk miatt háttérbe szorított óhitűek is.
A 20. században az oroszok váltak a fő nemzetiséggé, a kínaiakat és az őslakosságot háttérbe szorítva. 1926-ban 637 ezren éltek itt, az 1 milliós népességszámot 1951-ben, a 2 milliót 1980-ban érte el a Tengermellék. 1992-ig folyamatosan nőtt a lakosság száma, ekkor 2,309 millió lakosa volt a területnek, azóta folyamatos a csökkenés. A Tengermelléken a természetes fogyás mértéke (-5,7‰) az orosz átlagnál (-6,7‰) kedvezőbb, de a távol-keleti átlaghoz (-3,5‰) képest igen magas. A közeljövőben a népesség száma valószínűleg 2 millió alá csökken. 2002-ben a lakosság 89,9%-a orosz, 4,5%-a ukrán. A koreaiak mindössze a lakosság 0,86%-kát alkotják, nagy részüket az 1930-as években kitelepítették Kazahsztánba és Üzbegisztánba, napjainkban egyre többen telepednek vissza.

### Települések

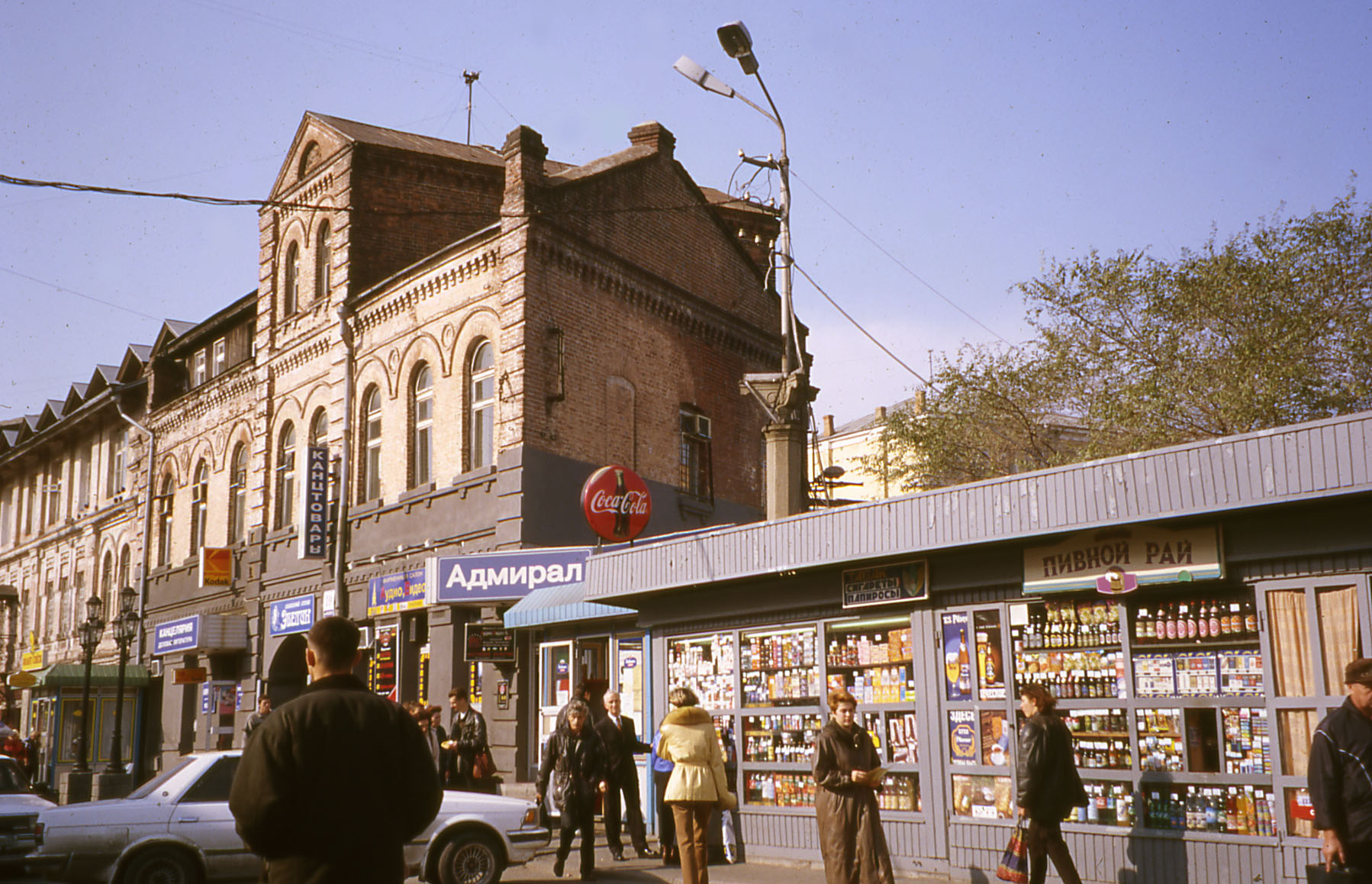
Vlagyivosztoki utcakép

A Tengermelléki határterületen (a 2010. évi népszámláláskor) 12 város, 30 városi jellegű település és 617 falusi település található, mely utóbbiak közül 11 lakatlan. A városi jellegű települések száma 1987-ben még 48 volt, a Szovjetunió megszűnése óta azonban sokuk elvesztette e címét és faluvá alakult Oroszország más területeihez hasonlóan, 3 viszont azóta városi címet kapott.
A 2010. évi népszámlálás adatai szerint 76% a városi (városokban vagy városi jellegű településeken élő) népesség aránya. (2005-ben ez az arány 75% volt, 1992-ben még 77,6%.) A legnagyobb falu népessége megközelíti a 20 ezer főt, és összesen 34-é éri el a háromezret, melyek együttesen a határterület lakosainak 11%-a számára nyújtanak otthont. A településhálózat döntő részét azonban a legfeljebb néhány száz lakosú aprófalvak alkotják.
A Tengermellék városai a következők (2010. évi népességükkel):
- Vlagyivosztok (592 034)
- Nahodka (159 719)
- Usszurijszk (158 004)
- Artyom (102 603)
- Arszenyjev (56 750)
- Szpasszk-Dalnyij (44 173)
- Bolsoj Kameny (39 257)
- Partyizanszk (38 659)
- Dalnyegorszk (37 519)
- Leszozavodszk (37 034)
- Dalnyerecsenszk (27 604)
- Fokino (23 696)

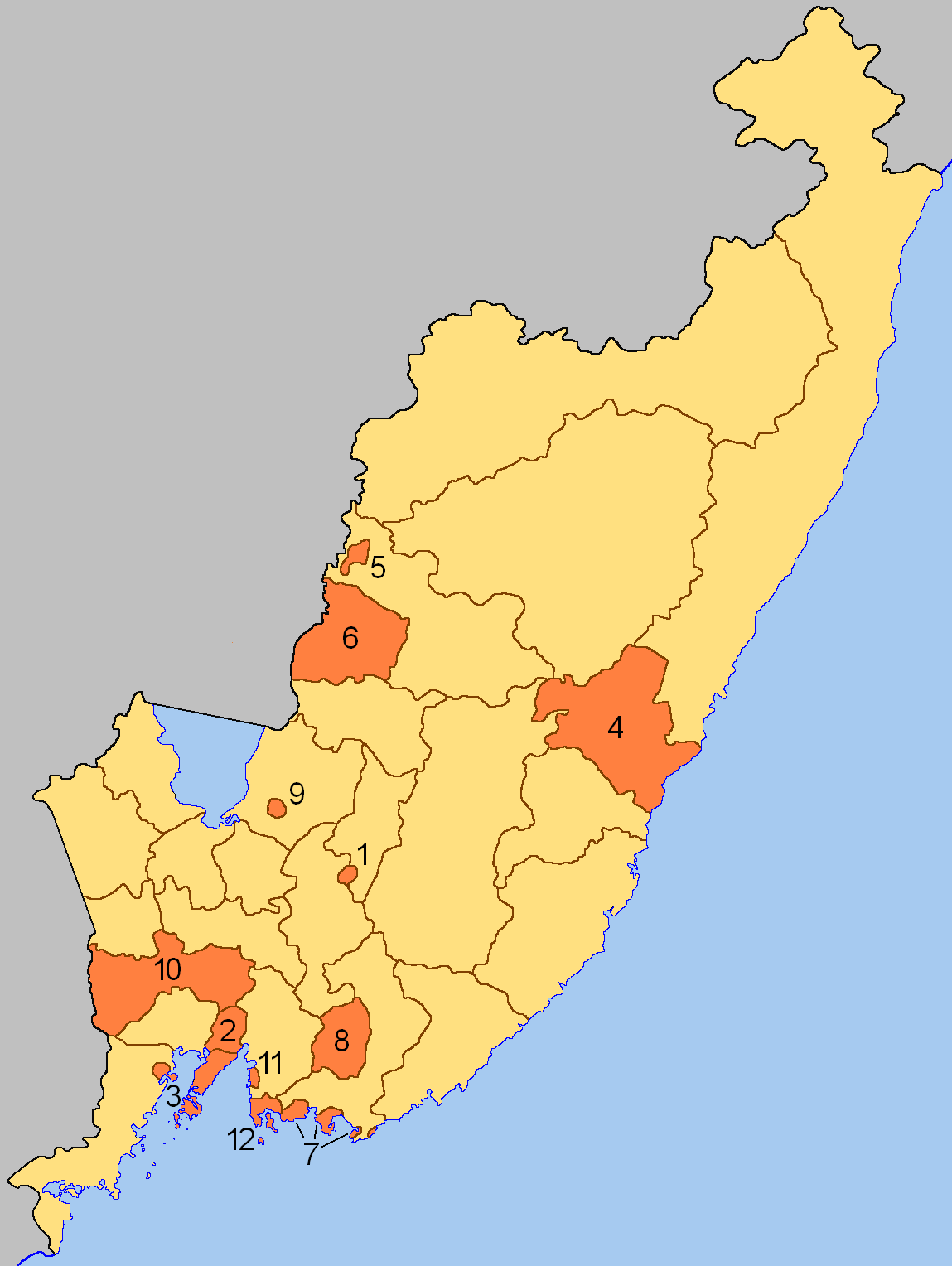
A Tengermelléki határterület városai
1. Arszenyjev
2. Artyom
3. Vlagyivosztok
4. Dalnyegorszk
5. Leszozavodszk
6. Leszozavodszk
7. Nahodka
8. Partyizanszk
9. Szpasszk-Dalnyij
10. Usszurijszk
11. Bolsoj Kameny
12. Fokino

A 10 ezernél népesebb városi jellegű (vjt.) és falusi települések (f.) (2010. évi népességükkel):
- Lucsegorszk vjt. (21 004)
- Trudovoje f. (18 522)
- Kavalerovo vjt. (15 381)
- Szlavjanka vjt. (14 036)
- Csernyigovka f. (13 046)
- Csugujevka f. (12 171)
- Pogranyicsnij vjt. (10 280)
- Kameny-Ribolov f. (10 909)
- Horol f. (10 860)
- Pokrovka f. (10 360)

## Államszervezet, közigazgatás

### Államszervezet

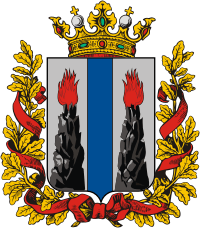
A Tengermellék régi címere

A Tengermelléki határterület élén a kormányzó áll.
- Szergej Mihajlovics Darkin: 2001. június – 2012. március.
- Vlagyimir Vlagyimirovics Miklusevszkij: 2012. március – 2017. október 4. Ekkor idő előtti felmentését kérte.
- Andrej Vlagyimirovics Taraszenko: 2017. október 4-től a kormányzói feladatokat ideiglenesen ellátó megbízott. Megbizatása a következő kormányzói választásig szólt.[3]

A 2018. szeptember 9-i kormányzóválasztáson a jelöltek egyike sem szerezte meg a szavazatok 50%-át. A szeptember 16-ai második fordulóban Andrej Iscsenko, az Oroszországi Kommunista Párt jelöltje nagy előnnyel vezetett, ám az urnák lezárása előtt Andrej Taraszenko hivatalban lévő kormányzó tömeges – és vélhetően szervezett – hamisításokat követően megelőzte. A választási bizottság az eredményt – az Oroszországi Föderáció történetében először – megsemmisítette, és a választást három hónappal elhalasztotta. A gyengén szerepelt Andrej Taraszenko kormányzó (Egységes Oroszország Párt) lemondott, így másik ideiglenes megbízott kinevezésére lett szükség.
- Oleg Nyikolajevics Kozsemjako: 2018. szeptember 26. – Putyin elnök rendeletével a kormányzói feladatokat ellátó megbízott. Megbízatása a három hónappal később esedékes kormányzói választásig szólt.[7]

A december 16-án megtartott választáson kormányzóvá választották.
A fő közigazgatási szerv a 39 tagú Törvényhozó Gyűlés (Законодательное Собрание). Az orosz parlament felsőházában, a Szövetségi Tanácsban 2 (egyik a kormányzó), az alsóházban, az Állami Dumában pedig 3 képviselője van.
Az utolsó parlamenti választásokon a Tengermellék szavazóinak nagy része Putyin elnök pártjára (Egységes Oroszország) szavazott, a kommunista párt, a szélsőjobboldali LDP és a Haza Szövetség szerzett még jelentős számú szavazatot. A választásokon a jogosultak 56,95%-a vett részt.
| 2007-es Duma-választás   | 2007-es Duma-választás |
| ------------------------ | ---------------------- |
| Egységes Oroszország     | 54,87%                 |
| Liberális Demokrata Párt | 13,46%                 |
| Kommunista Párt          | 11,9%                  |
| Igazságos Oroszország    | 10,14%                 |

### Közigazgatás és önkormányzatok
A Tengermelléki határterület (a 2010. évi népszámláláskor) közigazgatási szempontból 22 járásra oszlik, ezen kívül a 12 város közül valamennyi határterületi alárendeltségű, kivéve a zárt városként közvetlenül az Oroszországi Föderáció szövetségi szerveinek alárendelt Bolsoj Kameny és Fokino. A városok közül tízhez kisebb-nagyobb vidéki terület, Fokinóhoz pedig két városi jellegű település is be van osztva, melyek így nem tartoznak egyik járáshoz sem.
A járások száma a 2003. évi önkormányzati törvény nyomán végrehajtott reformot megelőzően 24 volt, 2004-ben azonban a Leszozavodszki és az Usszurijszki járásokat megszüntettek és területüket Leszozavodszk illetve Usszurijszk városokhoz osztották be. Hasonlóan szüntették meg 1997-ben a Dalnyegorszki járást, területét Dalnyegorszkhoz beosztva.
Az önkormányzatok területi beosztása a 2004-es átszervezés óta megegyezik a közigazgatási felosztással. A 22 járás mindegyikében járási önkormányzat működik. A városok a járásoktól független városi körzetet alkotnak, melyek egyszintű önkormányzatok, egyszerre gyakorolják a járási és a községi önkormányzati hatásköröket nem csak a városban, hanem a közigazgatásilag alá rendelt vidéki területeken és városi jellegű településeken is. A járásokhoz tartozik a 28 városi község – melyek központjai a városi jellegű települések – és a 110 falusi község. A határterületen található 2 községközi terület is, melyek valamely járásnak a községekhez nem tartozó, ritkán lakott területei.
A járások és székhelyeik:
1. Anucsinói járás (Анучинский район), Anucsino
2. Csernyigovkai járás (Черниговский район), Csernyigovka
3. Csugujevkai járás (Чугуевский район), Csugujevka
4. Dalnyerecsenszki járás (Дальнереченский район), Dalnyerecsenszk
5. Hankai járás (Ханкайский район), Kameny-Ribolov
6. Haszani járás (Хасанский район), Szlavjanka
7. Horoli járás (Хорольский район), Horol
8. Jakovlevkai járás (Яковлевский район), Jakovlevka
9. Kavalerovói járás (Кавалеровский район), Kavalerovo
10. Kirovszkiji járás (Кировский район), Kirovszkij
11. Krasznoarmejszkij járás (Красноармейский район), Novopokrovka
12. Lazói járás (Лазовский район), Lazo
13. Mihajlovkai járás (Михайловский район), Mihajlovka
14. Nagyezsgyinszkojei járás (Надеждинский район), Volno-Nagyezsgyinszkoje
15. Oktyabrszkij járás (Октябрьский район), Pokrovka
16. Olgai járás (Ольгинский район), Olga
17. Partyizanszkij járás (Партизанский район), Vlagyimiro-Alekszandrovszkoje
18. Pogranyicsniji járás (Пограничный район), Pogranyicsnij
19. Pozsarszkij járás (Пожарский район), Lucsegorszk
20. Skotovói járás (Шкотовский район), Szmoljanyinovo
21. Szpasszki járás (Спасский район), Szpasszk-Dalnyij
22. Tyernyeji járás (Тернейский район), Tyernyej